# Blastobotrys illinoisensis
Blastobotrys illinoisensis är en svampart som beskrevs av Kurtzman 2007. Blastobotrys illinoisensis ingår i släktet Blastobotrys och familjen Trichomonascaceae.   Inga underarter finns listade i Catalogue of Life.